# Phêrô Phong Tân Mão
Phêrô Phong Tân Mão (sinh 1963, tiếng Trung:封新卯, tiếng Anh:Peter Feng Xin-mao) là một giám mục người Trung Quốc của Giáo hội Công giáo Rôma. Ông hiện đảm nhận chức vụ Giám mục chính tòa Giáo phận Cảnh Huyện.

## Tiểu sử
Giám mục Phong Tân Mão sinh ngày 21 tháng 1 năm 1963 tại Trung Quốc. Sau khoảng thời gian dài tu tập, ngày 12 tháng 3 năm 1998, Phó tế Phong Tân Mão được thụ phong chức vụ linh mục. Tòa Thánh quyết định bổ nhiệm linh mục Phêrô Mão làm Giám mục Phó Giáo phận Cảnh Huyện. Lễ tấn phong cho vị tân chức được cử hành vào ngày 6 tháng 1 năm 2004. Ngày 16 tháng 1 năm 2008, Giám mục chính tòa Mátthêu Trần Tích Lộc qua đời ở tuổi 79, giám mục Phó Mão đương nhiên kế vị chức giám mục chính tòa theo Giáo luật Công giáo.